# Format Nikon FX
Le format Nikon FX est un format de capteur développé par Nikon dont la taille est de 24 × 35,9 mm, équivalent au très répandu format 35 mm argentique. 
Les appareils photo reflex numériques D3, D3s, D3X, D4, D4s, D5, D600, D610, D700, D750, D800, D800e, D850, D810, D810a, D850, Df, D750 et D780 en sont pourvus.
La surface du capteur au format FX est 2,25 fois plus grande que celle du format Nikon DX qui équipe les autres modèles de reflex numériques fabriqués par Nikon.
Les appareils photo Nikon équipés de cette taille de capteur, en plus d'être en mesure d'utiliser et d'exploiter 100 % de presque tous les objectifs Nikkor en monture F, portent la mention dorée FX, située à l'avant, en bas à droite. Certains de ces capteurs sont fabriqués par Sony,,,.

## Spécifications du capteur FX
Les capteurs FX utilisés jusqu'à présent sur les appareils photo numériques Nikon sont les suivants : un capteur  de 12,1 mpx avec une sensibilité de 200 à 6400 ISO (native) utilisé sur le D3 et le D700, un capteur de 12,1 mpx avec une sensibilité de 200 à 12 800 ISO (native) adopté sur le D3s, un capteur de 24,5 mpx utilisé par le D3X avec une sensibilité de 100-1600 ISO (native), un capteur de 16,2 mpx utilisé dans le D4 avec une sensibilité de 100-12800 ISO (native) et un capteur de 36,3 mpx avec une sensibilité de 100-6400 ISO (native) utilisé par le D800, une version alternative sans filtre AA de ce capteur et utilisée sur le Nikon D800E.
Le capteur de 12,1 mpx du D3 et du D700 est devenu célèbre pour ses performances à haute sensibilité, mais pas seulement. Le capteur du D3s est une évolution directe de son prédécesseur et offre des performances encore meilleures en basse lumière. 
Le capteur 16 mpx du D4 et du Df (dévoilé en janvier 2012) représente une nouvelle évolution, la sensibilité maximale n'a pas été revue à la hausse, mais les performances aux sensibilités élevées ont été encore améliorées. 
La force du capteur 24,5 mpx du D3x réside dans sa gamme dynamique élevée, sa meilleure reproduction des couleurs et sa résolution plus élevée que celle adoptée par les modèles précédents.
| Résolution mpx | Appareil photo              | Fabricant       | Nom du capteur       | Technologie |
| -------------- | --------------------------- | --------------- | -------------------- | ----------- |
| 12             | D3 / D700                   | Nikon           | Nikon NC81338L       | CMOS        |
| 12             | D3s                         | Nikon           | Nikon NC81361A       | CMOS        |
| 16             | D4 / DF / D4s               | Nikon           | NC81366W             | CMOS        |
| 20             | D5                          | Toshiba by Sony | Toshiba T4K54        | CMOS        |
| 24             | D3x                         | Sony            | Sony IMX-028         | CMOS        |
| 24             | D600 / D610 / D750          | Sony            | Sony IMX-128-(L)-AQP | CMOS        |
| 36             | D800 / D800E / D810 / D810A | Sony            | Sony IMX-094-AQP     | CMOS        |
| 46             | D850                        | Sony            | Sony IMX-309-AQJ     | BSI CMOS    |